# Peter Gápa
Peter Gápa (ur. 22 kwietnia 1967 w Żylinie) – słowacki hokeista. Trener hokejowy.
Jego dzieci: córka Nikola (ur. 1989) oraz syn Peter junior (ur. 1993) także zostali hokeistami.

## Kariera zawodnicza
- TJ ŠKP PS Poprad → HC ŠKP PS Poprad (1991-1997)
  -  HC VTJ MEZ Michalovce (1995/1996)
- EV Ravensburg (1997)
- EC Pfaffenhofen (1997-1999)
- HC Koszyce (1999-2000)
- SKH Sanok (2000-2001)
- FC Barcelona (2001-2002)
- Antwerp Phantoms Deurne (2002-2003)

W latach 90. grał w klubach słowackich oraz niemieckich. Występował w polskiej lidze w sezonie 2000/2001 w barwach klubu z Sanoka. Później grał w Hiszpanii oraz w Belgii.

## Kariera trenerska
Został trenerem hokejowym pracując jako asystent szkoleniowca żeńskiej reprezentacji seniorskiej (podczas turniejów mistrzostw świata 2007, 2008, 2009 oraz podczas Zimowych Igrzysk Olimpijskich 2010) oraz kadry do lat 18.

## Sukcesy i osiągnięcia
Zawodnicze klubowe
- Brązowy medal mistrzostw Słowacji: 1997 z HC ŠKP PS Poprad
- Złoty medal mistrzostw Hiszpanii: 2002 z FC Barcelona
- Złoty medal mistrzostw Belgii: 2003 z Antwerp Phantoms Deurne

Szkoleniowe reprezentacyjne
- Awans do Dywizji I mistrzostw świata seniorek: 2007 ze Słowacją
- Awans do Elity mistrzostw świata seniorek: 2009 ze Słowacją